# 新潟県高等学校の廃校一覧
新潟県高等学校の廃校一覧（にいがたけんこうとうがっこうのはいこういちらん）とは、新潟県の廃校となった高等学校の一覧。対象となるのは学制改革（1948年）以降に廃校となった高等学校と分校である。名称は廃校当時のもの。廃校時に属していた自治体が合併により消滅している場合は現行の自治体に含める。また、現在休校中の学校は公式には存続していることとなっているが事実上廃校となっている場合が多いため、便宜上本項に記載する。なお、卒業証明書の交付申請先が募集停止時の統合先と異なる場合については特記する。
小学校や中学校と異なり、生徒が在学中に在籍校が変更となることはほとんどなく、募集停止から閉校まで2年から3年程度を要することが多い。そのため、後継の新設校が開校する年と旧校が閉校となる年は異なることが多く、統合した場合でも片方の高等学校が旧校の生徒が卒業するまで存続扱いとなる場合もある。

## 新潟市
- 新潟県立新発田商工高等学校葛塚分校（1967年水原高長浦分校と統合し新潟県立豊栄高等学校定時制中心校となり、同年9月新校舎へ移転）[1]
- 新潟県立水原高等学校長浦分校（1967年新発田商工高葛塚分校と統合し豊栄高長浦分校となり、同年9月新校舎へ移転）[1]
- 新潟市立工業高等学校（1979年白山高全日制と統合し高志高へ）[注釈 1]
- 新潟市立白山高等学校（1979年全日制が新潟市立工業高と統合し高志高となり[注釈 2]、1981年定時制が鏡ヶ岡高改め新潟市立明鏡高等学校へ統合[注釈 3]）
- 新潟県立加茂農林高等学校定時制庄瀬分校（1980年）[2]
- 新潟県立加茂農林高等学校定時制見附分校（1982年）[2]
- 新潟県立新発田農業高等学校木崎分校（1987年）[3]
- 新潟県立興農館高等学校（2000年募集停止。2002年閉校。卒業証明書の交付申請先は新潟県立加茂農林高等学校）
- 新潟県立巻工業高等学校（2003年巻農業高改め新潟県立巻総合高等学校への統合に伴い募集停止。2005年閉校）[注釈 4]
- 新潟県立黒埼高等学校（2004年新潟県立新潟翠江高等学校の新設に伴い船江高・新潟県立新潟高等学校通信制課程と共に募集停止[5]。2006年閉校）
- 新潟県立船江高等学校（2004年新潟翠江高の新設に伴い募集停止[5]。2007年閉校）
- 新潟市立高志高等学校（2009年新潟市立高志中等教育学校の新設に伴い2010年募集停止、2013年閉校）[注釈 5]
- 新潟県立新潟東工業高等学校（2013年）[注釈 6]
- 新潟県立西川竹園高等学校 （2016年）[注釈 7]

## 長岡市
- 新潟県立与板高等学校定時制脇野町分校（1970年）[8]
- 新潟県立長岡高等学校越路分校（1984年）[9]
- 新潟県立長岡高等学校関原分校（1986年）[9]
- 新潟県立長岡農業高等学校山古志分校（2006年）[10]
- 新潟県立与板高等学校（2005年寺泊高と統合し新潟県立正徳館高等学校の新設に伴い募集停止。2007年閉校）[8]
- 新潟県立寺泊高等学校（1986年与板高寺泊分校から改称し独立。2005年与板高と統合し正徳館高の新設に伴い募集停止。2007年閉校）[8]

## 三条市
- 新潟県立三条工業高等学校（2004年燕市の燕工業高と統合、新潟県立新潟県央工業高等学校を新設）[11]

## 柏崎市
- 新潟県立柏崎農業高等学校（2002年柏崎商業高・新潟県立柏崎常盤高等学校被服科を統合して新潟県立柏崎総合高等学校へ名称変更）[注釈 8]
- 新潟県立柏崎商業高等学校（2002年柏崎常盤高被服科と統合し柏崎総合高の新設に伴い募集停止[12]。2004年閉校。卒業証明書の交付申請先は新潟県立柏崎翔洋中等教育学校）
- 新潟県立柏崎総合高等学校高柳分校（2003年）[13]
- 新潟県立柏崎高等学校小国分校（2008年）[注釈 9]

## 新発田市
- 新潟県立水原高等学校本田分校（1956年新発田商工高中浦分校と統合し新発田商工高豊浦分校となり、1983年新発田南高豊浦分校へ改称）[14]
- 新潟県立新発田商工高等学校中浦分校（1956年水原高本田分校と統合し新発田南高豊浦分校へ）[14]
- 新潟県立新発田南高等学校川東分校（1981年）[14]
- 新潟県立新発田商工高等学校（1983年新潟県立新発田商業高等学校と新潟県立新発田南高等学校へ分割）[15]
- 新潟県立新発田農業高等学校紫雲寺分校（1988年）[3]
- 新潟県立新発田南高等学校豊浦分校（2018年新潟県立西新発田高等学校へ統合に伴い募集停止。2021年閉校[16]）

## 十日町市
- 新潟県立十日町高等学校定時制仙田分校（1972年）[17]
- 新潟県立十日町高等学校定時制中条分校（1979年）[17]
- 新潟県立十日町高等学校定時制田沢分校（1981年）[17]
- 新潟県立川西高等学校（2018年新潟県立十日町高等学校へ統合）[18]
- 新潟県立十日町高等学校松之山分校（2025年新潟県立松代高等学校へ統合）

## 村上市
- 新潟県立村上高等学校定時制岩船分校（1970年募集停止）[19]
- 新潟県立村上高等学校定時制課程荒川分校（1974年定時制課程関川分校と統合し全日制課程荒川分校へ）[19]
- 新潟県立村上高等学校定時制課程関川分校（1974年定時制課程荒川分校と統合し全日制課程荒川分校へ）[19]
- 新潟県立村上高等学校全日制課程荒川分校（1983年）[19]
- 新潟県立村上高等学校朝日分校（1987年）[19]
- 新潟県立村上女子高等学校（2002年新潟県立村上中等教育学校の開校に伴い募集停止[20]。2004年閉校）
- 新潟県立村上高等学校山北分校（2006年）[19]
- 新潟県立中条工業高等学校（2006年新発田市の新発田南高へ統合し[14]、2008年閉校）

## 燕市
- 新潟県立燕工業高等学校（2004年三条市の三条工業高と統合し新潟県央工業高となり、2006年閉校）[11]
- 新潟県立燕高等学校（2008年新潟県立燕中等教育学校後期課程への移行に伴い募集停止。2010年閉校）[注釈 10]

## 上越市
- 新潟県立安塚高等学校大島分校（1983年）[21]
- 新潟県立能生水産高等学校（現・新潟県立海洋高等学校）名立分校（1989年）[22]
- 新潟県立能生水産高等学校（現・新潟県立海洋高等学校）能生谷分校（1991年）
- 新潟県立安塚高等学校牧分校（1994年）[21]
- 新潟県立高田工業高等学校（2003年直江津工業高と統合し新潟県立上越総合技術高等学校となり[23]、2005年閉校）
- 新潟県立直江津工業高等学校（2003年高田工業高と統合し上越総合技術高となり[23]、2005年閉校）
- 新潟県立柿崎高等学校（2006年新潟県立久比岐高等学校の新設に伴い募集停止。2008年閉校）[注釈 11]
- 新潟県立吉川高等学校（2006年久比岐高の新設に伴い募集停止。2008年閉校）[注釈 12]
- 新潟県立直江津高等学校（2010年新潟県立直江津中等教育学校後期課程への移行し[24]、2012年閉校）
- 新潟県立安塚高等学校（2017年）[25]
- 三和高等学校（日本曹達の企業内高等学校。1963年閉校）

## 阿賀野市
- 新潟県立水原高等学校安田分校（1977年）
- 新潟県立水原高等学校笹神分校（1978年）
- 新潟県立水原高等学校（2005年安田高と統合し新潟県立阿賀野高等学校となり[26]、2007年閉校）
- 新潟県立安田高等学校（2005年水原高と統合し阿賀野高となり[26]、2007年閉校）

## 佐渡市
- 新潟県立河原田女子高等学校（1950年新潟県立佐渡高等学校へ統合）[27]
- 新潟県立佐渡高等学校真野分校（1976年募集停止）[27]
- 新潟県立佐渡高等学校沢根分校（1978年募集停止）[27]
- 新潟県立羽茂高等学校小木分校（1979年）[28]
- 新潟県立佐渡女子高等学校（2004年佐渡高金井校舎となり、2006年閉校）[27]
- 新潟県立羽茂高等学校赤泊分校（2007年）[28]
- 新潟県立両津高等学校（2008年新潟県立佐渡中等教育学校が開校し[29]、2011年同校後期課程への移行に伴い募集停止。2013年閉校）
- 新潟県立相川高等学校 （2014年佐渡高相川分校となり[27]、2016年完全移行）

## 南魚沼市
- 新潟県立六日町高等学校定時制大巻分校（1960年城内分校と統合し五日町分校へ）[注釈 13]
- 新潟県立六日町高等学校定時制城内分校（1960年大巻分校と統合し五日町分校へ）
- 新潟県立六日町高等学校定時制浦佐分校（1992年募集停止。1995年閉校）

## 胎内市
- 新潟県立中条高等学校定時制黒川分校（1979年）[32]
- 新潟県立中条高等学校定時制加治川分校（1987年）[32]

## 南魚沼郡
- 新潟県立湯沢高等学校（1978年六日町高湯沢分校から独立、2006年六日町高への再統合に伴い募集停止。2008年閉校）[注釈 14]

## 中魚沼郡
- 新潟県立津南高等学校（2006年新潟県立津南中等教育学校の開校[33]に伴い募集停止。2008年閉校）